# Maison des Lions (Ukraine)
Pour les articles homonymes, voir Maison des Lions.
La  Maison des Lions est un bâtiment de Marioupol en Ukraine. 
Il se situe au cœur de la ville et fut achevé en 1910 par Victor Nilsen. Construit en brique, il mélange différents styles architecturaux. 